# BYD e5
Pour les articles homonymes, voir E5.
La BYD e5 est un modèle de voiture compacte entièrement électrique fabriquée par BYD, basée sur la berline BYD Surui à essence.

## Aperçu
La e5 est équipé d'une batterie lithium-fer-phosphate, capable de fournir une autonomie tout électrique de 220 km, et une vitesse maximale de 150km. Les ventes ont commencé en Chine en 2015, et 1 426 unités ont été livrées sur le marché chinois la même année.
Une version de 300 km d'autonomie appelée BYD e5 300, qui partage de nombreuses caractéristiques avec la BYD Qin EV300, a été lancée en 2016.